# エメ・モロー
エメ・モロー（Aimé Nicolas Morot、1850年6月16日 - 1913年8月12日）は、フランスの画家、彫刻家である。

## 略歴
フランス北部、ムルト＝エ＝モゼル県のナンシーに生まれる。12歳からナンシーの美術学校(l'Ecole Municipal de Dessin et de Peinture de Nancy)で学び、10代の後半になってパリに出て、エコール・デ・ボザールのアレクサンドル・カバネルの教室で学んだが、この学校にはなじめず、カバネルに絵を直されたりした後、退学した。その後2年間は独学で、パリ植物園で植物や、動物を写生して修行した 。
1870年に普仏戦争が始まると、陸軍に召集され戦闘を目撃し、後年騎兵隊の突撃などの場面を描いた作品を残した。
1873年にローマ賞に応募し、エコール・デ・ボザールを卒業していないにもかかわらず、大賞を受賞し、ローマ留学の資格を得た。ローマでも在ローマ・フランス・アカデミー(ヴィラ・メディチ)には、ほとんど滞在することなく、独自に作品を描き、パリの展覧会に出展し、何度か入選した。
1880年にパリに戻り、画家ジャン＝レオン・ジェロームの娘と結婚した。1880年代後半からパリの私立学校、アカデミー・ジュリアンで教え始め、1898年に弟子たちの個性を尊重した指導で、マティスとルオーを指導したギュスターヴ・モローが死去した後、モローのスタジオを継承した。1900年のパリ万国博覧会の展覧会に出展した作品で大賞を受賞し、その年、エコール・デ・ボザールの教授に任じられた。

## 作品

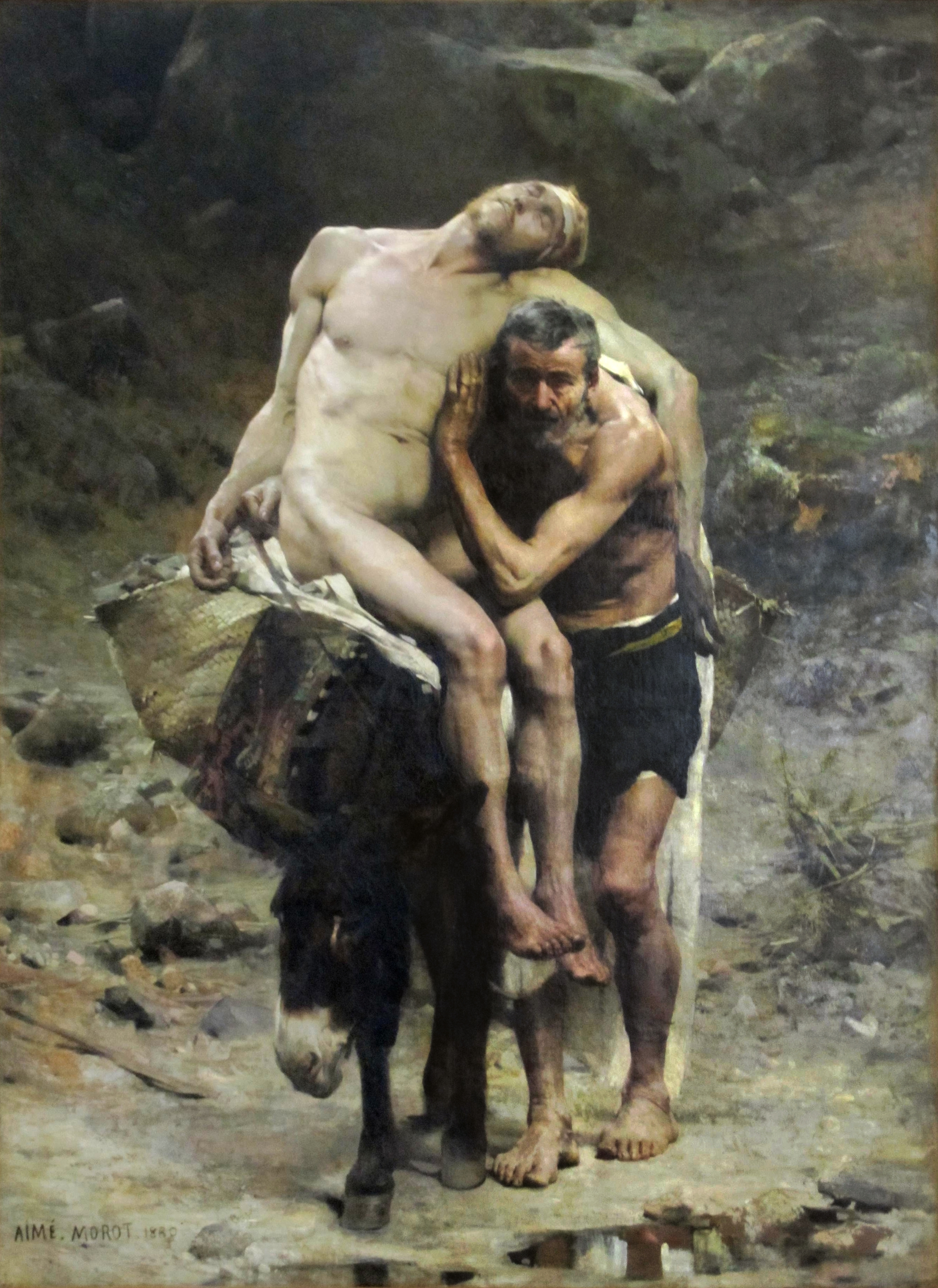
『善きサマリア人』(1880)
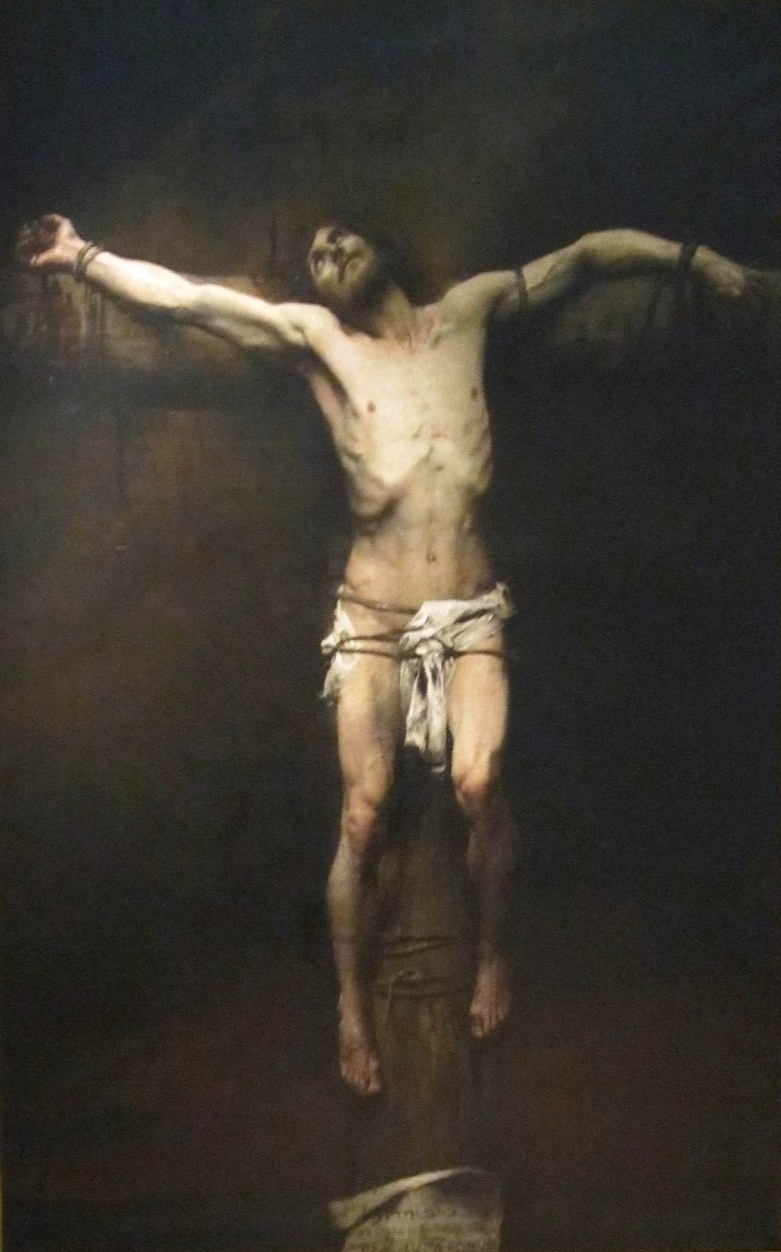
『ナザレのイエスの殉教』 (1883)
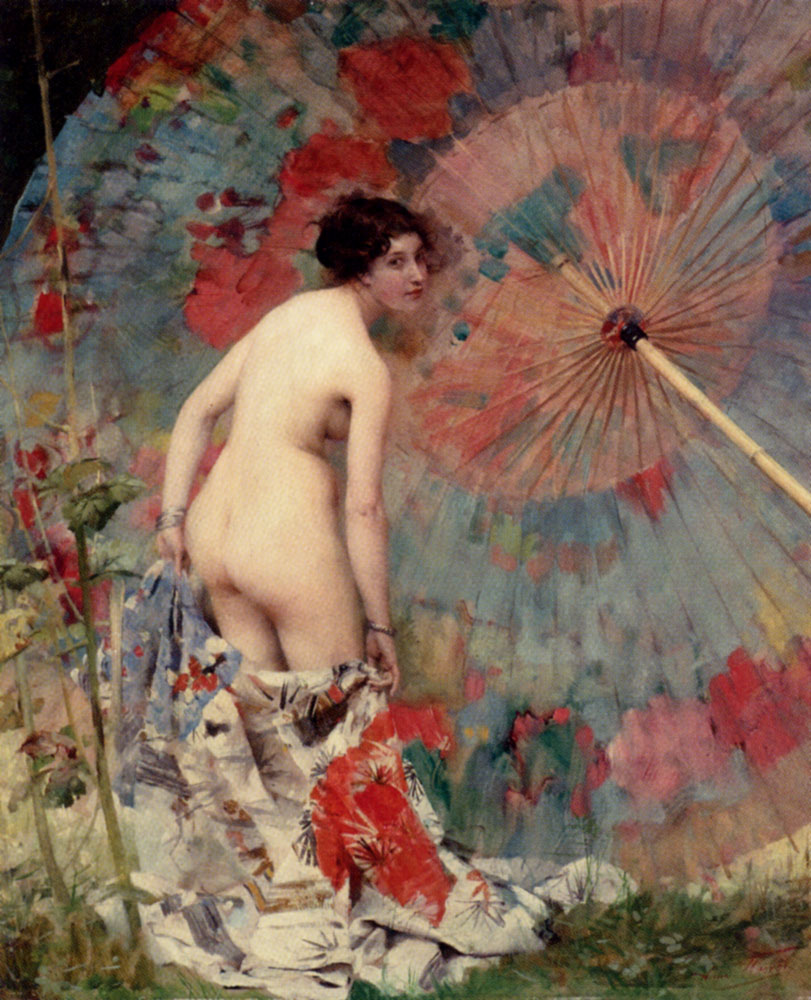
『和傘とヌード』
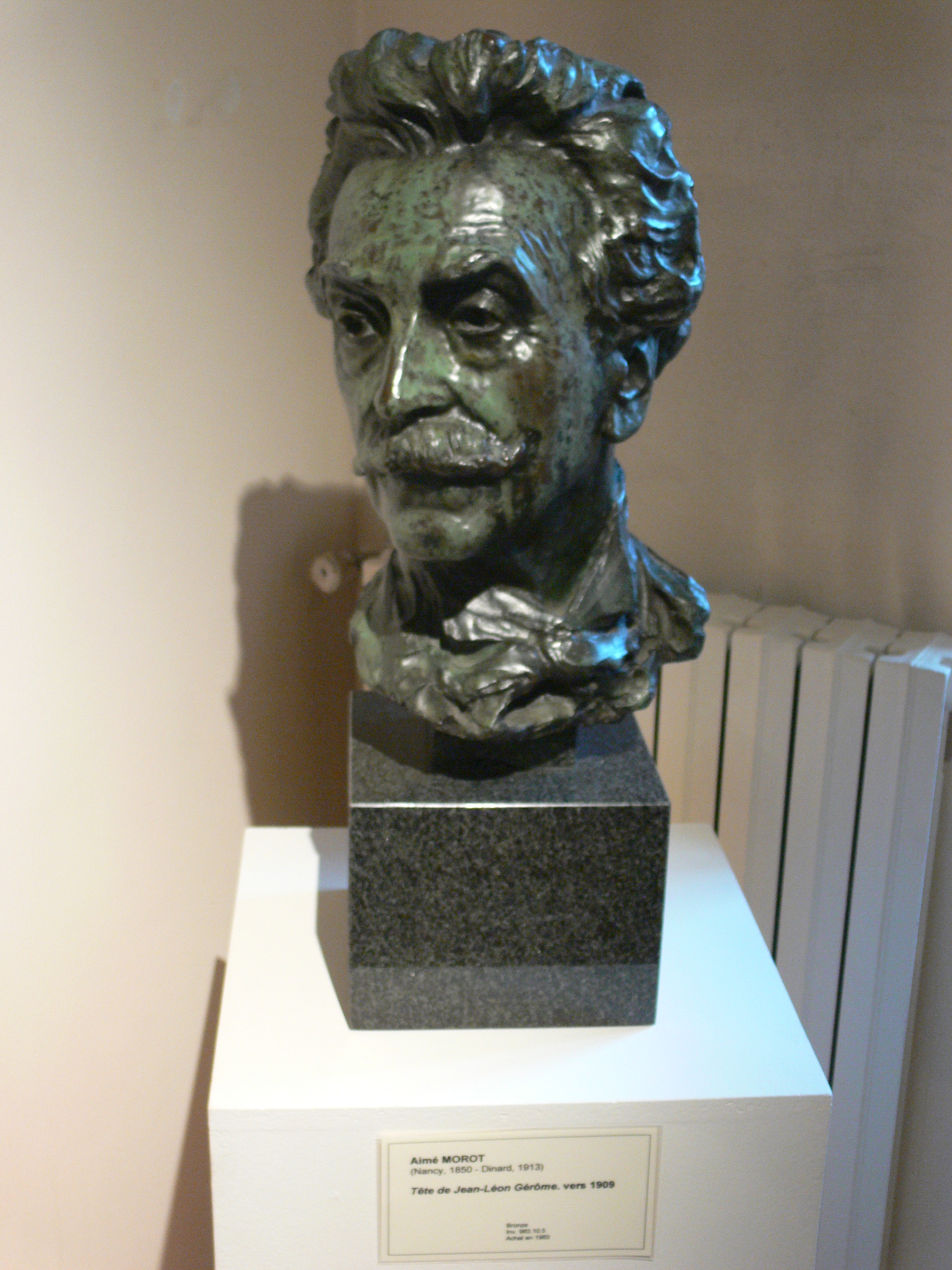
（彫刻）ジェロームの像

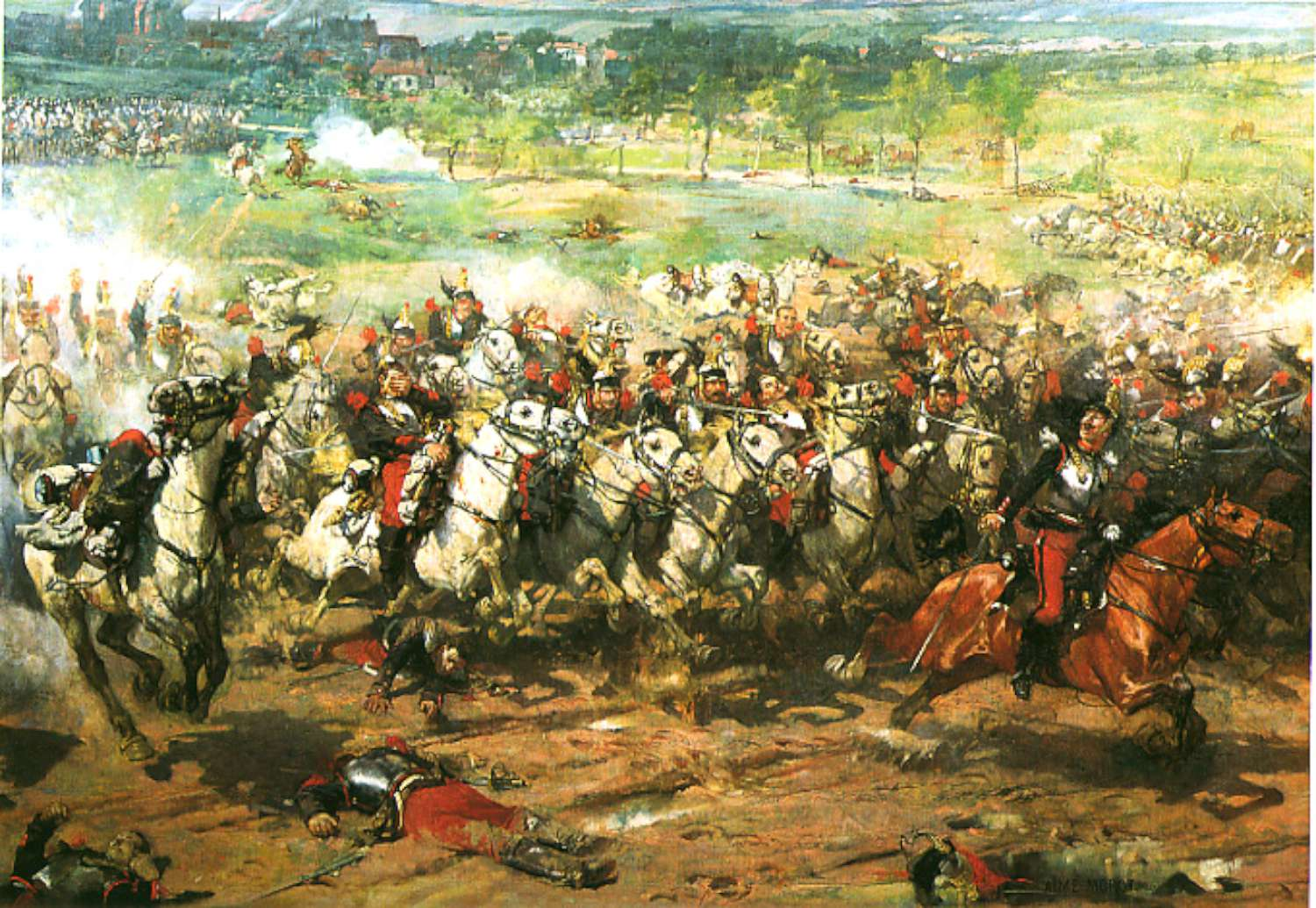
1870年のウェルトの会戦 (1887)
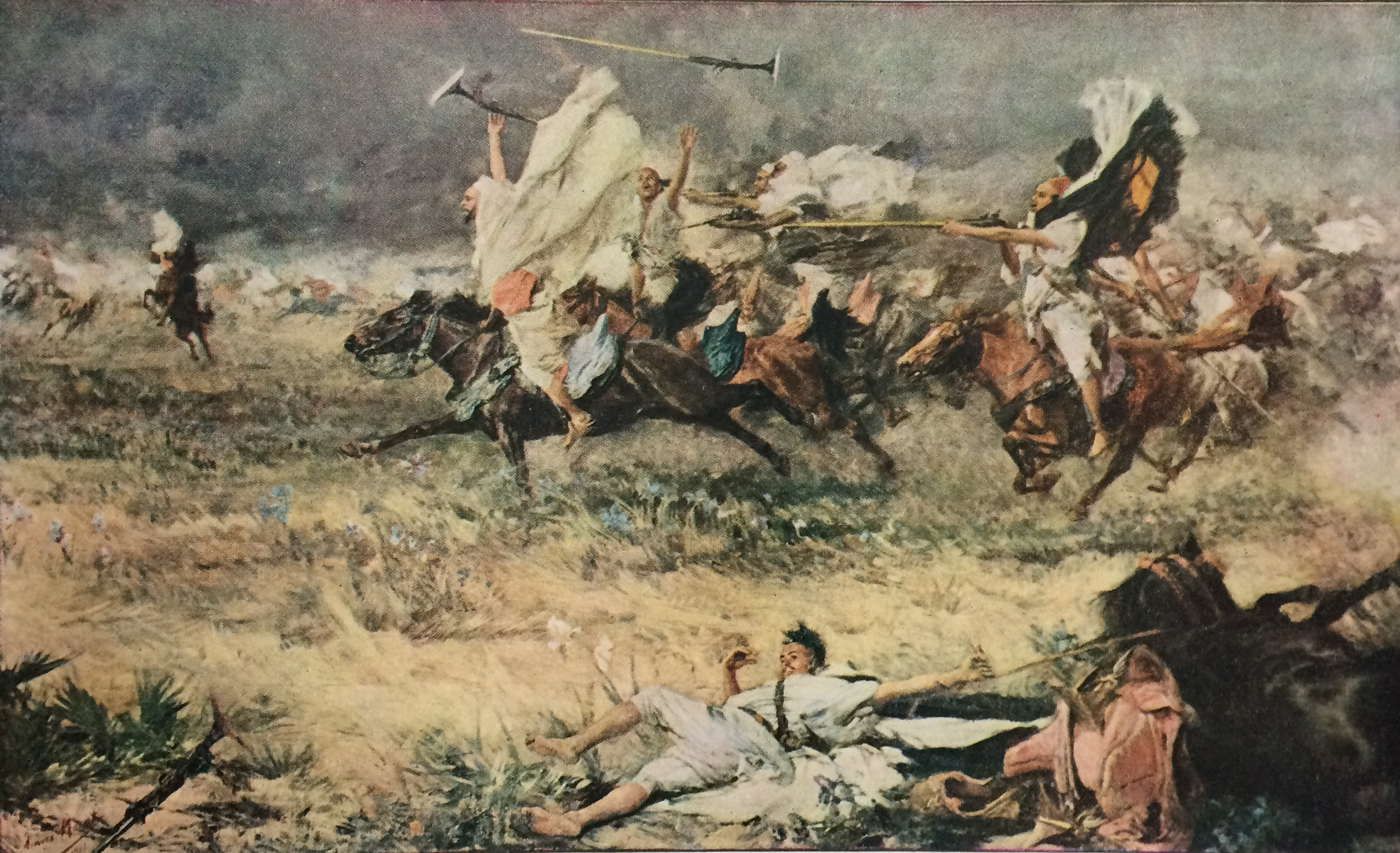
『モロッコの思い出』(1911)